# Delegação da Região Administrativa Especial de Macau em Pequim

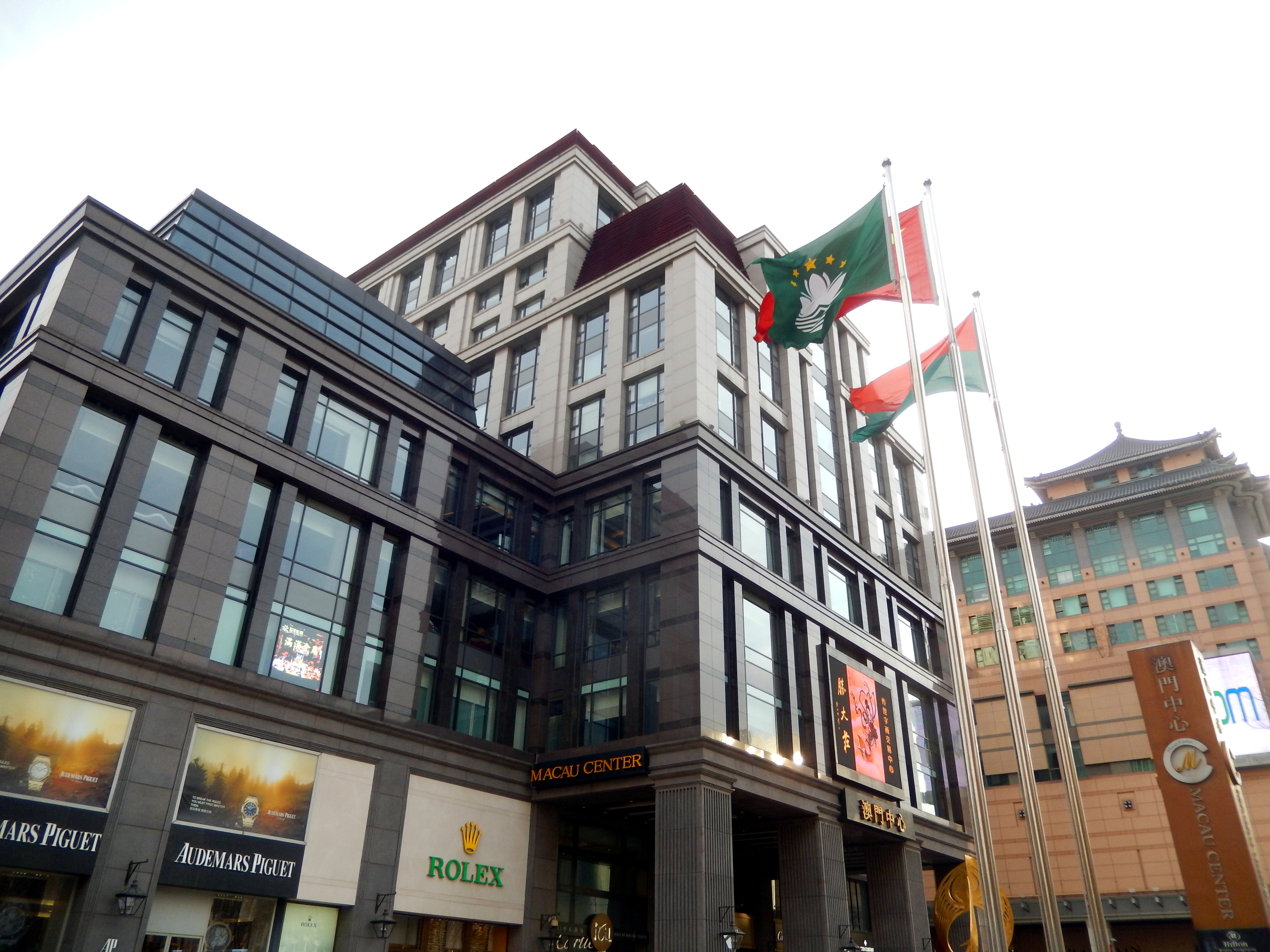
Centro de Macau em Pequim, China

A Delegação da Região Administrativa Especial de Macau em Peqim (DRAEMP) (em chinês: 澳門特別行政區駐北京辦事處)  é a delegação de Macau em Pequim, aesponsável pelo apoiord o Chefe do Executivo na coordenação das tarefas de relacionamento da Região Administrativa Especial de Macau com o Governo Popular Central, bem como com o interior do país.

## Legislação Orgânica
- Regulamento Administrativo n.º 15/2001[2]
  - Criação da Delegação da Região Administrativa Especial de Macau em Pequim
- Despacho do Chefe do Executivo n.º 148/2001[3]
  - Respeitante à constituição da Delegação da Região Administrativa Especial de Macau em Pequim

## Atribuições
São atribuições da Delegação:
- Apoiar o Chefe do Executivo na coordenação das tarefas de relacionamento da RAEM com o Governo Popular Central, bem como com o interior do país;
- Realizar as tarefas de ligação com os Serviços do Governo Popular Central, bem como com as missões de representação em Pequim dos Governos das diversas províncias, regiões autónomas e municípios directamente subordinados ao Governo Popular Central;
- Divulgar as realidades sociais e culturais da RAEM no interior do país e desenvolver o intercâmbio turístico e cultural entre ambos, em especial a promoção de Macau como destino turístico;
- Desenvolver, de acordo com as instruções do Chefe do Executivo, acções de ligação, consulta e discussão com os serviços competentes no interior do país, nas áreas da economia, do comércio, do turismo, da cultura e da formação, tendo em vista a promoção do intercâmbio e da cooperação nessas áreas;
- Fornecer apoio nas áreas logísticas e de documentação à Região Administrativa Especial de Macau;
- Apoiar os trabalhadores da Administração Pública da RAEM que exerçam funções em Pequim ou no resto do país, ou aí se desloquem em missão oficial de serviço ou em programas de formação, bem como os que, não sendo funcionários ou agentes, aí se desloquem em virtude de acções de formação ou de outra natureza da responsabilidade da Administração Pública da RAEM;
- Desenvolver, no âmbito das suas atribuições, outras acções ou projectos especiais determinados pelo Chefe do Executivo.

## Composição
A Delegação é constituída pelos seguintes órgãos:
- O Chefe da Delegação, coadjuvado por um adjunto;
- O Conselho Administrativo.

## Referêncais
1. 1 2 3  «Delegação da Região Administrativa Especial de Macau em Pequim». Portal do Governo da RAE de Macau. Consultado em 9 de outubro de 2020
2. ↑  «Imprensa Oficial - Regulamento Administrativo n.º 15/2001». bo.io.gov.mo. Consultado em 9 de outubro de 2020
3. ↑  «Imprensa Oficial - GCE - Despachos». bo.io.gov.mo. Consultado em 9 de outubro de 2020